# Rivière Noire Nord-Ouest
Pour les articles homonymes, voir Rivière Noire.
La rivière Noire Nord-Ouest  est une rivière qui traverse successivement les municipalités de Saint-Fabien-de-Panet, Sainte-Lucie-de-Beauregard et Lac-Frontière, dans la municipalité régionale de comté (MRC) de Montmagny, dans la région administrative de Chaudière-Appalaches, au Sud du Québec, au Canada.
La rivière Noire Nord-Ouest coule en zones forestières, sauf en passant au Sud-Ouest du village de Sainte-Lucie-de-Beauregard. La « rivière Noire Nord-Ouest » draine un bassin versant ayant peu de dénivellation. La moitié inférieure du cours de la rivière traverse plusieurs zones de marais. Le cours de la rivière contourne par le Nord-Ouest la « Montagne à Gaudreault » (Saint-Fabien-de-Panet), ainsi que par le Nord deux montagnes de Sainte-Lucie-de-Beauregard : le Mont Sugar Loaf et le Bonnet à Wellie.
La partie supérieure de la rivière est accessible via le chemin des Limites et la route des Chutes. La partie inférieure est accessible via le chemin du 6e rang Ouest, la rue Principale de Sainte-Lucie-de-Beauregard, la route du Lac et le chemin des Chalets.

## Géographie
La rivière Noire Nord-Ouest prend sa source à l’embouchure du lac Talon, dans les Monts Notre-Dame, dans la municipalité de Saint-Fabien-de-Panet. L’embouchure du lac Talon est situé à 7,5 km au Nord du centre du village de Saint-Fabien-de-Panet, à 11,9 km à l’Ouest du Lac Frontière et à 12,8 km à l’Ouest de la frontière canado-américaine.
Le lac Talon est alimenté par le ruisseau des Cèdres (venant du Nord-Ouest) et par le ruisseau du Lac des Vases (venant du Sud). Ce lac est situé à l'Ouest de la Montagne Fendue.
À partir de sa source, la rivière Noire Nord-Ouest coule sur 26,7 km, selon les segments suivants :
Cours supérieur de la rivière Noire Nord-Ouest (segment de 10,2 km)
- 3,5 km vers le Nord-Est dans Saint-Fabien-de-Panet, en passant au Nord-Ouest de la « Montagne à Gaudreault », jusqu'à la confluence de la rivière Devost ;
- 2,5 km vers le Nord-Est, en passant au Nord de la « Montagne à Gaudreault », jusqu'à limite de la municipalité de Sainte-Lucie-de-Beauregard ;
- 0,3 km vers l’Est, jusqu'à la confluence de la Petite rivière Noire (rivière Noire Nord-Ouest) (venant du Sud-Est) ;
- 3,9 km vers le Nord-Est, en coupant le « chemin des Limites » et en traversant la « Chute à Bernier », jusqu’à la confluence de la rivière Gauthier (Montmagny) (venant du Nord) ;

Cours inférieur de la rivière Noire Nord-Ouest (segment de 16,5 km)
- 4,4 km vers le Nord-Est, puis vers le Sud-Est, en coupant le « chemin des Limites », jusqu’à la « chute à Dupuis » ;
- 3,0 km vers le Sud-Est en zone de marais, jusqu'au pont des défricheurs du 6e rang Ouest ;
- 2,2 km vers le Sud-Est en zone de marais, en recueillant les eaux du « ruisseau à Turcotte » (venant du Sud-Ouest), jusqu'au ruisseau Jean-Baptiste (venant du Nord-Est) ;
- 2,0 km vers le Sud-Est, en recueillant les eaux du ruisseau Bolduc (venant du Sud), jusqu'au pont de la rue Principale qu’elle coupe à 0,5 km au Sud-Ouest du centre du village de Sainte-Lucie-de-Beauregard ;
- 2,4 km vers le Sud-Est, en recueillant les eaux du ruisseau à Villeray (venant du Sud-Ouest), jusqu'à la confluence de la rivière Leverrier (venant du Nord-Est) ;
- 2,0 km vers le Sud, jusqu'à la rive Nord du Lac Frontière[2].

À partir de la confluence de la rivière Noire Nord-Ouest, le courant traverse le lac Frontière sur 1,5 km vers le Sud. L’embouchure du lac est située du côté Sud-Est. Son émissaire est la Rivière Saint-Jean Nord-Ouest qui coule vers le Sud, puis vers le Sud-Est jusqu'au fleuve Saint-Jean. Ce dernier coule vers l'Est et le Nord-Est en traversant le Maine, puis vers l'Est et le Sud-Est en traversant le Nouveau-Brunswick. Au terme de son cours, le fleuve Saint-Jean se déverse sur la rive Nord de la Baie de Fundy laquelle s’ouvre au Sud-Ouest à l’Océan Atlantique.

## Toponymie
Le toponyme « rivière Noire Nord-Ouest » a été officialisé le 5 décembre 1968 à la Commission de toponymie du Québec.